# غاري كلاين
غاري كلاين (بالإنجليزية: Gary Klein)‏ هو مخترِع أمريكي، ولد في 9 يونيو 1959.

## التاريخ
ولد غاري في 9 يونيو 1952 (72 عامًا)، والتحق بجامعة كاليفورنيا في ديفيس قبل أن ينتقل إلى معهد ماساتشوستس.خلال فترة الأنشطة المستقلة في عام 1973، عمل مجموعة من الطلاب من بينهم كلاين تحت إشراف البروفيسور باكلي على إنتاج دراجة ذات هيكل من الألومنيوم.